# Кияк Роман Андрій
Кияк Роман-Андрій (псевда: Кривоніс, Фігурка; 17 травня 1920, Винники — 27 грудня 1998, Івано-Франківськ) — діяч українського визвольного руху та Української греко-католицької церкви.

## Біографія
Народився Роман Андрій Кияк у м. Винниках (біля Львова). Проживала родина Кияків біля церкви Воскресіння Господнього. Батьки були побожними і з малку Романа виховували у християнському дусі.
У своїх споминах (листопад 1993 р.) отець-мітрат канцлер Андрій-Роман Кияк розповідає про свої шкільні і юнацькі роки у Винниках:
«Моє покликання до священства розвивалося вже в перших класах народної школи, зокрема від 4–5 класу. На вимогу батьків я мусів регулярно відвідувати всі богослужіння у винниківській церкві. Уже у 6 класі співав на Службі Божій „Апостола“ і „Вірую“. Також співав у церковному та просвітянському хорах і в крилосі — з дяками. Постійно служив священикам під час богослужінь…. У Винниках я закінчив семирічну школу, далі поступив у Львівську гімназію № 572. При цій же гімназії я закінчив класичний ліцей, де вияв особливе замилування до української мови та літератури, класичних мов і всесвітньої історії…. У 1939 році я був прийнятий на студії в Богословську Академію у Львові. Студії перервалися з приходом комуністичної влади і я продовжив навчання в підпільній семінарії в митрополичій палаті. Цими студіями керував сам митрополит Андрей. Мене рекомендував в ту семінарію наш славний декан отець канонік Григорій Гірняк. То був декан Винниківського деканату. Він мав на мене великий вплив»….
У 1940-х рр. Роман обіймав відповідальні посади в ОУН. Навчався Роман у Львівській духовній академії та (паралельно) у Львівській консерваторії. У 1946 р. підпільно був висвячений на диякона владикою Величковським. З цього періоду починається його безперервна священича праця, яка тривала до останнього його подиху. Псевдособор, який відбувся у березні 1946 року у Львові, о. Роман не визнав. У цьому ж 1946 році його батьки були депортовані до Сибіру (там і загинули).
Аж до кінця 1980-х рр. родина о. Романа зазнавала переслідувань з боку КГБ. Отець Роман душпастирює на Івано-Франківщині. Дора, Яремче, Кути, Косів, Космач, Делятин — ось далеко не повний перелік підпільних станиць-парохій, де отець проводить богослужіння. Задля конспірації бере собі інші імена. Ім'я Андрій, під яким знали його до останніх днів життя, наче зрослося з його суттю, бо він завжди пам'ятав про двох велетів Христової Церкви — Андрія Первозванного та Андрея Шептицького. До того ж митрополита Андрея знав особисто.
У лютому 1990 р. отця Романа Андрія Кияка призначають канцлером Івано-Франківського єпархіального управління. Будучи канцлером, він зробив багато для Української церкви: ініціював відродження Духовної семінарії (нині Теологічна академія) та викладав у ній (за дорученням єпископів виконував місію координатора й організатора відновлення семінарії, — це був і пошук викладацьких кадрів, й оренда приміщень), повернув у лоно Греко-католицької церкви десятки священників, які на той час служили в православних храмах. Врахувавши заслуги отця Кияка перед Церквою, митрополія нагородила його мітрою. Отець-мітрат канцлер Андрій-Роман Кияк наводив зв'язки із новою українською владою для набуття можливостей для організації викладання та взагалі діяльності семінарії.
На 79-му році життя, отець-мітрат Роман-Андрій Кияк відійшов у вічність.
У 2003 р.у видавництві «Нова Зоря» в Івано-Франківську побачила світ книга його духовних наук і проповідей «Поспішай творити добро» з передмовою єпископів Софрона Мудрого та Софрона Дмитерка.
У місті Винниках є вулиця Романа Кияка.